# Charles Letourneau
Charles Letourneau (* 23. September 1831 in Auray; † 21. Februar 1902 im 6. Arrondissement von Paris) war ein französischer Ethnologe, Soziologe
und Anthropologe.

## Leben
Charles Letourneau trat 1865 in die Société d’anthropologie de Paris (Anthropologische Gesellschaft von Paris) ein.
1886 wurde er deren Präsident und ab 1887, in Nachfolge von Paul Broca der diese Position bis 1880 innehatte, deren Generalsekretär. Diese Position, die alle drei Jahre zur Abstimmung gestellt wurde, konnte er bis zu seinem Tod behaupten.
Außerdem war Charles Letourneau Professor an der École d’anthropologie (Anthropologischen Schule) in Paris und Autor zahlreicher Werke über die Geschichte der Entwicklung der Institutionen der Zivilgesellschaft und der menschlichen Kultur im Allgemeinen.

## Schriften (Auswahl)
- Physiologie des passions. Baillière u. a., Paris u. a. 1868, (Digitalisat).
- La biologie. Reinwald, Paris 1876, (Digitalisat).
- Science et matérialisme. Reinwald, Paris 1879, (Digitalisat).
- La sociologie d’après l’ethnographie. Reinwald, Paris 1880, (Digitalisat).
- L’évolution de la morale. Leçons professés pendant l’hiver de 1885–1886. Delahaye et Lecrosnier, Paris 1887, (Digitalisat).
- L’évolution du mariage et de la famille (= Bibliothèque anthropologique. 6, ZDB-ID 2636392-6). Delahaye et Lecrosnier, Paris 1888, (Digitalisat).
- L’évolution de la propriété (= Bibliothèque anthropologique. 8). Lecrosnier et Babé, Paris 1889, (Digitalisat).
- L’évolution politique dans les diverses races humaines (= Bibliothèque anthropologique. 11). Vigot Frères, Paris 1890, (Digitalisat).
- L’évolution juridique dans les diverses races humaines (= Bibliothèque anthropologique. 14). Battaille, Paris 1891, (Digitalisat).
- L’évolution littéraire dans les diverses races humaines (= Bibliothèque anthropologique. 15). Battaille, Paris 1894, (Digitalisat).
- La guerre dans les diverses races humaines (= Bibliothèque anthropologique. 16). Battaille, Paris 1895, (Digitalisat).[3]